# Доминиканская слепозмейка
Доминиканская слепозмейка (лат. Antillotyphlops dominicanus) — вид слепозмеек из рода Antillotyphlops. Описан в 1904 году как Typhlops dominicanus, в XXI веке рассматривается как эндемик острова Доминика и вид, вызывающий наименьшие опасения.

## Систематика
Доминиканская слепозмейка описана в 1904 году американским зоологом Леонардом Штейнегером как вид рода Typhlops. Новый вид был описан по экземпляру, в 1893 году ошибочно отнесённому Дж. А. Буленджером как представитель вида Typhlops platycephalus. Видовое название получил по месту нахождения голотипа. 
Когда в 2014 году в семействе слепозмеек был выделен род Antillotyphlops, к нему в том числе был отнесён и вид dominicanus. Название A. dominicanus рассматривается как валидное на сайтах Международного союза охраны природы и Объединённой таксономической информационной службы.
эндемичная для Гваделупы слепозмейка, в некоторых источниках рассматривавшаяся как подвид доминиканской (Typhlops dominicanus guadeloupensis), в XXI веке выделяется в отдельный вид Antillotyphlops guadeloupensis.

## Внешний вид
Крупная слепозмейка с длиной тела до 385 мм. Длина хвоста 60—63 мм. Спинные чешуи располагаются в 22—24 ряда (меньше ближе к середине тела), количество чешуй вдоль центральной линии спины от 434 до 499. Голова закруглённая, широкая, без утолщения на макушке. Губы не выпячены. Глаза в длину от ½ до ⅔ высоты. Окраска тела одинаковая со спины и с живота или немного более светлая на животе. Вокруг рта и носа, на животе и на нижней стороне хвоста встречаются обесцвеченные участки.
Доминиканская слепозмейка отличается от внешне схожих видов Antillotyphlops monastus и Amerotyphlops tasymicris бо́льшим количеством спинных чешуй как в длину (до 395 у A. monastus и до 429 у A. tasymicris), так и в ширину (до 22 у первого вида и до 20 у второго). От A. guadeloupensis отличается большим количеством спинных чешуй в длину (до 430 у гваделупского вида), расцветкой (A. guadeloupensis светлее с явно более светлым животом) и формой глаз (сужаются книзу у A. guadeloupensis, но не у A. dominicanus).

## Распространение и охранный статус
A. dominicanus — эндемик острова Доминика. Все известные локации сосредоточены на сухих прибрежных низменностях, однако это может быть связано с тем, что роющих змей трудно обнаружить в лесах, покрывающих внутреннюю часть острова. За исключением самых засушливых мест, доминиканская слепозмейка встречается практически в любых условиях, включая фруктовые плантации и районы, где естественная растительность нарушена человеческой деятельностью. Обычно прячется под камнями или гнилыми древесными стволами.
Человеческая деятельность на побережье Доминики может представлять собой угрозу для отдельных мест обитания змеи, однако вид известен своей высокой приспособляемостью. В совокупности с вероятным наличием во внутренних районах острова, где человеческая деятельность сведена к минимуму, это позволяет Международному союзу охраны природы определять доминиканскую слепозмейку как вид, вызывающий наименьшие опасения.